# Веља (планина)
Веља је планина у Албанији поред села Каљмети.
Иван Јастребов је записао да се планина Веља (велика) уздиже изнад села Каљмети  и протеже се у смијеру ка истоку. При њезиним врховима смјештена су села Фрегна, Угри и Калези.  Према југоистоку раздвајајуи се на два планинска ланца образује висораван између села Криезези и Вуљђери. На југу добија назив Маљунго и раздваја се на мноштво мањих гора на којима су се смјестила села: Грујка, Манатија, Спидани, Педана, Сорменди и Тринчи. 

## Занимљивости
Назив планине је српски (словенски), веља - велика. Назив села Калези је у вези са братством Калезића, које припада племену Бјелопавлићи. Данас се то село у Албанији зове Калур, а назив је вјероватно изведен од кале, кула, тврђава. Једна од планина Албаније из доба Јастребова је називана Сербуна.